# توماس بوروسكي
توماس بوروسكي (بالبولندية: Tomasz Borowski)‏ (مواليد 15 أبريل 1970) هو ملاكم بولندي، مثّل بلاده في الألعاب الأولمبية الصيفية 1996.

## روابط خارجية
توماس بوروسكي على موقع اللجنة الأولمبية الدولية (الإنجليزية)
- توماس بوروسكي على موقع أوليمبيديا (الإنجليزية)
- توماس بوروسكي على موقع اللجنة الأولمبية البولندية (مؤرشف) (البولندية)